# Myrmecophila humboldtii
Myrmecophila humboldtii là một loài lan trong họ Orchidaceae được tìm thấy ở Trung Mỹ. Loài này được đặt tên theo Alexander von Humboldt. Khu vực phân bố tự nhiên của nó là từ Nam Caribbe đến Venezuela.

## Hình ảnh

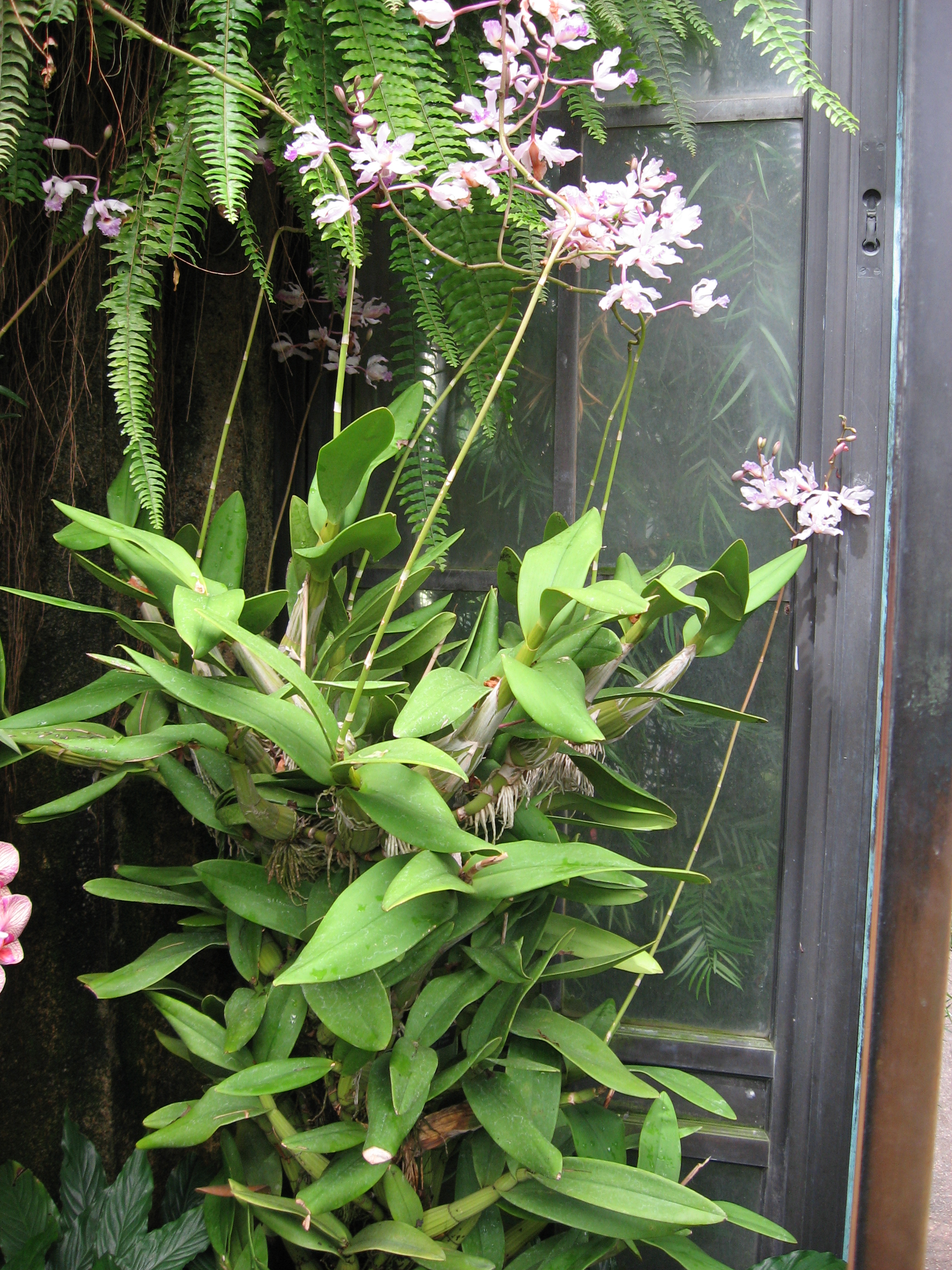